# 特雷穆莱
特雷穆莱（法語：Trémoulet，法語發音：[tʁemulɛ]）是法国阿列日省的一个市镇，属于帕米耶区。

## 地理
特雷穆莱（43°9'24"N, 1°43'7"E）面积3.89 平方千米，位于法国奧克西塔尼大區阿列日省，该省份为法国西南部内陆省份，西部和北部与上加龙省接壤，东临奥德省，东南至东比利牛斯省接壤，南与安道尔和西班牙接壤。
与特雷穆莱接壤的市镇（或旧市镇、城区）包括：洛尔达堡、勒卡尔拉雷、戈迪耶斯、拉佩讷、蒙托。

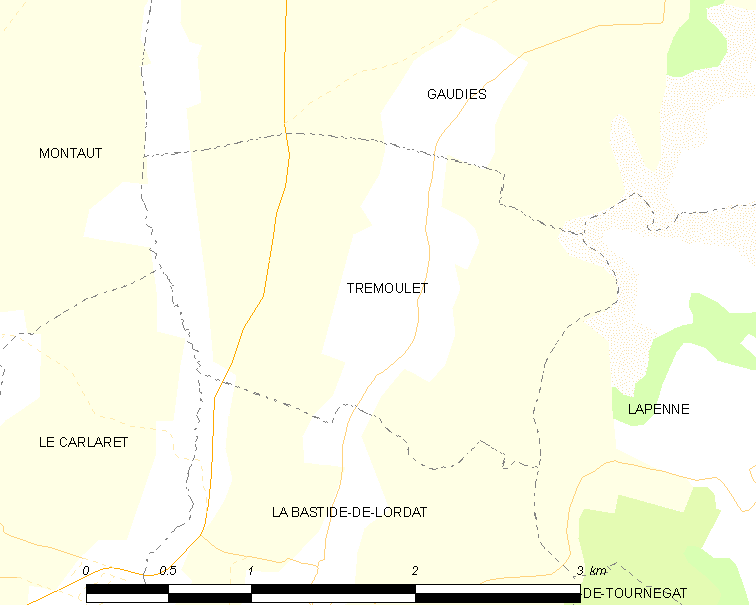
特雷穆莱的OSM定位图

特雷穆莱的时区为UTC+01:00、UTC+02:00（夏令时）。

## 行政
特雷穆莱的邮政编码为09700，INSEE市镇编码为09315。

## 政治
特雷穆莱所属的省级选区为阿列日之门县。

## 人口

1962-2008年间特雷穆莱人口变化图示

特雷穆莱于2022年1月1日时的人口数量为105人。